# Biosferni rezervat Kamčija
Biosferni rezervat Kamčija (bolgarsko Биосферен Резерват Камчия) je nekdanji biosferni rezervat na Unescovem seznamu na severni obali Bolgarije, ki je obsegal poplavno ravnico ob izlivu reke Kamčija. Območje zavarovanih habitatov v rezervatu, skupaj z zavarovanim območjem Kamčijski pesek, ki ga sestavljajo večinoma aluvialni nasadi longose (Hedychium coronarium) ali Longoz, kot je tudi znana), je vključeval tudi nekaj črnomorske obale, skupaj 1200 ha. Ustanovljen je bil leta 1977 in je ščitil pragozd pred intenzivno sečnjo in izsuševanjem, ki sta ga do sredine 20. stoletja zdesetkala. Njegova lega je bila 25 km južno od mesta Varna in ga obdajajo vasi Staro Oriahovo, Škorpilovci in Bliznaci.
Status biosfernega rezervata je bil odstranjen leta 2017.

## Zgodovina
Leta 1951 je bil ustanovljen rezervat za zaščito ostankov poplavnih gozdov, ki so nekoč pokrivali precej večje območje. Sam biosferni rezervat je bil ustanovljen leta 1977, tako kot vsi drugi biosferni rezervati v Bolgariji. Območje je bilo v preteklosti predmet sečnje in poskusov izsuševanja. Status rezervata je bil v reviziji leta 2016 in je bil umaknjen leta 2017 ter javno objavljen 14. junija.

## Geografija
Osrednja površina rezervata je znašala 842,1 ha (z varovalnim pasom 230 ha), od tega je bilo pogozdenih približno 764 ha, preostalih 78,1 ha ni bilo pogozdenih (34,5 ha travnikov, 0,4 ha kanalov, 3,3 ha odprtin, 21,8 ha močvirja, 9,9 ha močvirja itd.), rezervat je bil dolg 40 km in na nekaterih območjih dosegel 5 km širine. Gozdovi "Longoz" v spodnjem toku reke so bili najboljši predstavniki svoje vrste v Evropi. Znotraj rezervata so ostanki rečnih gozdov, majhna sladkovodna močvirja Phragmites in Typha ob rečnem bregu, njive (nekdanje Staro-Oryachovo barje), plaža s peščenimi sipinami in morski zaliv.

### Živalstvo
Območje je ključno območje za ptice in vsebuje skoraj 200 vrst, od katerih jih osem velja za ogrožene in so uvrščene na Rdeči seznam IUCN. Območje je pomembno za prezimovanje laboda pevca (Cygnus cygnus) in je najpomembnejše gnezditveno območje v Bolgariji za srednjega detla (Dendrocopos medius) in balkanskega muharja (Ficedula semitorquata). Kraj je tudi glavno selitveno ozko grlo, kjer vsako jesen preide 60.000 ali več belih štorkelj. Druge ptice vključujejo majhno kolonijo malih belih čapelj (Egretta garzetta) in redkega muharja s pol ovratnico (Ficedula albicollis semitorquata).
V reki je bilo zabeleženih petindvajset vrst rib, od katerih jih je sedem uvrščenih na rdeči seznam IUCN, vključno z navadnim krapom (Cyprinus carpio), kavkaškim glavačkom (Knipowitschia caucasica) in ukrajinskim paličnjakom (Pungitius platygaster).
Med sesalce v biosfernem rezervatu sodijo srna (Capreolus capreolus), divja svinja (Sus scrofa), kuna zlatica (Martes martes) in navadna lisica (Vulpes vulpes) Obstajajo tudi številni plazilci in dvoživke, vključno močvirska sklednica (Emys orbicularis), kobranka (Natrix tessellata) in žoltoplaz (Ophisaurus apodus).
V rezervatu je znanih petindvajset vrst malih sesalcev, vključno z evropsko vidro (Lutra lutra), ki je na evropskem rdečem seznamu IUCN.

### Rastlinstvo
V gozdovih prevladujejo jesen (Fraxinus oxyphylla), brest, hrast dob (Quercus pedunculiflora), javor in Alnus, z grmičevjem enovrati glog (Crataegus monogyna), dren, navadni derak (Paliurus) in bleščeča kalina (Ligustrum) ter srobot (Clematis), hrapavi oponec (Smilax) in silkvine (Periploca). 

## Okolje in onesnaževanje
Večina onesnaženja v rezervatu je povezana z obremenitvijo reke Kamčije in tam prisotnimi onesnaževalci, vendar so bile tudi smeti turistov nekoč velik problem za lokalne oblasti. Predvsem zato, ker je obstajal most, ki je ljudem omogočal obisk rezervata. Kasneje je bil uničen in onesnaževanje je postalo manjša težava, a ker je še vedno možno prečkati izliv reke na plažo rezervata, (glej sliko), problem ni v celoti rešen. Poleg tega smeti in industrijska onesnaževala redno odnaša na obalo, večina pa prihaja iz pristanišča Varna ali bližnjega letovišča Kamčija (ki si deli isto plažo).

### Onesnaževanje, povezano z reko
Študija iz leta 2006, ki sta jo izvedla Inštitut za oceanologijo in Bolgarska akademija znanosti o kakovosti vode in njenem vplivu na obalno območje Črnega morja (in tako tudi na rezervat), je ugotovila, da:
Vsebnost hranil (nitriti, fosfati) v reki Kamčii navzdol ne ustreza vedno nacionalnim standardom kakovosti vode. Primerjava podatkov iz različnih obdobij raziskave kaže na rahlo težnjo zniževanja vsebnosti fosfatov in nitritov ter BPK. Kot pozitiven znak evolucije kakovosti vode v zadnjih letih je bila ugotovljena tendenca padanja.
Druga okoljska vprašanja so, da reka domnevno postaja močvirna. Po podatkih Svetovnega sklada za naravo izginjajo tudi lokvanj, Pomladanski veliki zvonček in bela kamčijska lilija. Tovarna akumulatorjev v Targovištu je pomemben onesnaževalec, saj izliva težke kovine v reko Kamčijo.
Govedoreja je drugi večji vir onesnaženja vode in neposredno vpliva na vire pitne vode. Zaradi resnega pomanjkanja čistilnih naprav na živinorejskih farmah se neprečiščene odpadne vode izlivajo v različne vodne bazene. Enako velja za podzemne vode, saj se nitrati, fosfati in drugi minerali, ki se uporabljajo v kmetijstvu, raztopijo in sperejo z deževjem, da se nato pojavijo v bazenih in mineralnih izvirih. Ker reka teče neposredno skozi biosferni rezervat, ima močan vpliv na ekosisteme v njem. Ker celotno območje namaka reka, so vse tam živeče živali in rastline za preživetje odvisne od nje.
Pozitivno pa je, da zaradi izboljšav reke Kamčije ne poplavlja več gostega gozda. Šteje se, da je odgovorna za širjenje bolezni bresta, ki je povzročala veliko škodo na brestih in jesenih.